# Jago
Jago es un personaje jugador en la serie de videojuegos de lucha Killer Instinct creada por Rare. Introducido en el Killer Instinct original en 1994, ha aparecido en todas las entradas de la serie hasta la fecha. Un monje que lucha con la ayuda de un misterioso espíritu de tigre, Jago es el protagonista masculino de la serie, junto con su hermana mayor, Orchid.

## Apariciones
Jago es un monje tibetano y un poderoso guerrero. Abandonado como un bebé, fue encontrado por los Monjes del Tigre, una orden que adora a una antigua deidad conocida como el Espíritu del Tigre, y se crio en su monasterio como uno de sus alumnos. Con los años, Jago se convierte en uno de los mejores estudiantes de la Orden hasta que un día es visitado por el Espíritu del Tigre durante la meditación. El Espíritu del Tigre lo elige como su campeón y le otorga un nuevo poder, ordenándole que entre en el primer torneo Killer Instinct y destruya Ultratech. Aunque casi abrumado por el poder del Tiger Spirit, Jago sigue órdenes y ayuda a derribar a Ultratech, destruyendo a Fulgore en el proceso.
Sin embargo, en Killer Instinct 2, Jago es traicionado por el Espíritu del Tigre, quien se revela como el demonio Gargos todo el tiempo, ya que usó a Jago para entrar al mundo físico. Jago busca venganza por la manipulación de Gargos y lo derrota a él y a Fulgore, quien fue revivido con el único propósito de matar a Jago. Como consecuencia, Jago aparentemente derrota y desterra a Gargos y descubre que Orchid es su hermana, los dos se separaron cuando sus padres fueron asesinados poco después del nacimiento de Jago.
En el reinicio, Jago es el hijo del padre militar de Orchid, Jacob, y un trabajador de ayuda extranjera en Pakistán con quien tuvo una aventura. Poco después del nacimiento de Jago, su madre desaparece con él en el Himalaya, y luego es encontrado abandonado por los Monjes del Tigre. Los monjes crían a Jago desde su nacimiento y lo entrenan en combate, pero se aísla después de matar a un compañero guerrero poseído por un espíritu maligno en defensa propia. Meditando en una cueva de montaña, el Espíritu del Tigre lo visita y le infunde su poder. El Espíritu le ordena que destruya Ultratech participando en el torneo Killer Instinct, y Jago cumple, aunque se preocupa cuando el Espíritu se vuelve más sediento de sangre, casi causando que mate a su hermana Orchid, perdida hace mucho tiempo. Después del torneo, Jago descubre que el Espíritu es en realidad Gargos. Jago experimenta una crisis de fe e intenta exorcizar la influencia de Gargos desde su interior buscando al oponente más fuerte. Esta crisis de fe se simboliza a través de su nuevo traje, que consta de varios materiales canibalizados del ahora abandonado Tigre Shrine, que incluye azulejos (protectores de brazos), trozos de estatuas rotas (rodilleras), cortinas y cuerdas de un candelabro (fijaciones de piernas y arnés). Sin embargo, Jago sucumbe a la corrupción, permitiendo que Omen lo posea y transformándolo en Shadow Jago. Eventualmente, Jago contraataca contra su posesión, y Omen se ve obligado a abandonar el cuerpo de Jago, aunque el tiempo que pasó en el cuerpo de Jago le da la fuerza suficiente para manifestarse en el plano mortal y escapa. Jago luego se une a la fuerza rebelde de Maya junto a Orchid y T.J. Combo, planeando derrotar tanto a Ultratech como a Gargos, pero están atrapados por las fuerzas de Ultratech en el cuartel general de Maya en los Andes, mientras que el plan de ARIA para convocar a Gargos se concreta. Finalmente, Jago y los demás se alían con ARIA para evitar que Gargos conquiste la Tierra.
Jago también aparece en los cómics Killer Instinct y Killer Instinct Special de 1996, junto con la miniserie Killer Instinct 2017-2018 de Dynamite Comics.

## Shadow Jago
El juego de 2013 también presenta una nueva versión del personaje llamado Shadow Jago, una versión alterada de Jago que está en posesión de Omen, el heraldo de Gargos. Tras la expulsión de Omen del cuerpo de Jago, Shadow Jago se manifiesta como su propio ser separado y se convierte en un siervo de Gargos.
Inicialmente, Shadow Jago solo estaba disponible como personaje jugable para aquellos que compraron una membresía de Xbox Live de doce meses durante el lanzamiento de Xbox One, controlando de forma idéntica a Jago pero con algunas diferencias visuales y vocales. En el modo historia de la primera temporada, fue incluido como un jefe secreto que poseía tanto nuevos movimientos como un Ultimate Combo, convirtiéndose en el único personaje que recibió uno hasta una actualización de 2017. Después de una exitosa recaudación de fondos, la versión jugable fue reelaborada y se le dio un conjunto de movimientos único basado en la encarnación de su jefe. La versión actualizada de Shadow Jago se lanzó en diciembre de 2015, y el personaje quedó disponible para la compra de todos los jugadores en abril de 2016.

## Recepción
El personaje fue bien recibido. Según GamesRadar, «este monje guerrero con espada es básicamente el Ryu de KI: un chico aficionado con un conjunto de movimientos accesibles y una causa noble. Los especiales de Jago serán reconocibles al instante para cualquier fanático de los juegos de lucha». Jago fue clasificado como el décimo mejor ninja en juegos de GameTrailers en 2007. Complex lo clasificó como el noveno ninja más rápido en videojuegos en 2012. Fue el cuarto personaje Killer Instinct más popular en 2018 según una encuesta de EventHubs (segundo si se cuenta junto con Shadow Jago).